# توماس روت (صحفي)
توماس روث (بالألمانية: Thomas Roth)‏ هو صحفي ومقدم تلفزيوني ألماني، ولد في 21 نوفمبر 1951 في هايلبرون في ألمانيا.

## وصلات خارجية
- توماس روث على موقع IMDb (الإنجليزية)
- توماس روث على موقع مونزينجر (الألمانية)